# Adolph Franz von Dalberg
Freiherr Adolph Franz Wolfgang Eckenbert (* 14. November 1730 in Hammelburg; † 28. August 1794 in Bamberg) war ein Mitglied der reichsritterschaftlichen Familie Dalberg und stand am Ende seines Lebens wegen Anstiftung zum Mord im Karmelitenkloster Bamberg unter Hausarrest.

## Herkunft
Adolph Franz war der älteste Sohn von Hugo Philipp Eckenbert von Dalberg-Wallhausen (* 31. März 1702; † 29. Februar 1754). Hugo Philipp Eckenbert war würzburgischer und fuldischer Geheimer Rat und Oberamtmann von Hammelburg und auf Saaleck. Am 4. Oktober 1729 hatte er Maria Anna Josepha Sophia Zobel von Giebelstadt (* 20. August 1713; † 8. Juni 1774) geheiratet, die Mutter von Adolph Franz. Nach dem Tod von Hugo Philipp Eckenbert heiratete sie in zweiter Ehe Franz von Münster.

## Leben
Adolph Franz erhielt bereits als Jugendlicher Domherrenstellen, 1744 in Bamberg, 1751 in Minden. Weiter wurde er kurtrierischer und bischöflich Augsburger Rat und bischöflich Bamberger Geheimrat. Adolph Franz war beim Tod seines Vaters 24 Jahre alt und damit – nach damaliger Rechtslage – gerade volljährig. Die Vormundschaft über seine minderjährigen Geschwister nahm er höchst eigennützig wahr, was zu Konflikten mit den Geschwistern und der Verwandtschaft führte. Außerdem verhielt er sich sehr unangepasst, die Akten vermerken „üble Conduite“. Obwohl ihm 1781 das Familienseniorat nach dem Familienvertrag der Dalbergs von 1723 zugestanden hätte, verweigerte die Verwandtschaft es ihm daraufhin.
1782 soll er einen Diener dazu angestiftet haben, auf offener Straße einen Dritten zu erschießen. In seiner Vernehmung sagte er aus, dass es seine Gewohnheit gewesen sei, „schießt ihn tot“, zu sagen und er nie damit gerechnet hätte, dass seine Bediensteten das wörtlich nehmen und danach handeln würden. Er wurde daraufhin zunächst im eigenen Domherrenhof unter Hausarrest gestellt und – nachdem ihm die Domherrenpfründe aberkannt worden war – im Karmelitenkloster Bamberg inhaftiert, wo er zwölf Jahre nach dem Vorfall starb.